# 南鲁集镇
南鲁集镇，是中华人民共和国山東省菏泽市成武县下辖的一个乡镇级行政单位。

## 行政区划
南鲁集镇下辖以下地区：
南陈庄村、姜海村、陶庄村、李堂村、安庄村、西李楼村、小房庙村、刘阁村、鲍田庄村、鲍楼村、徐刘庄村、前李楼村、后李楼村、北陈庄村、史庄村、王店村、党庄村、秦楼村、范张庄村、范庄村、李园村、大王庄村、小王庄村、南鲁南村、南鲁北村、付庄村、张阁村、西孔庄村和贾庄村。